# Меки
Меки (амх. ዲላ; оромо Maqii) — город в восточно-центральной Эфиопии. Он расположен в зоне Восточной Шоа региона Оромия на высоте 1636 метров над уровнем моря. Меки — административный центр вореды Дугда.

## История
Посетители в начале 1927 года обнаружили, что около города есть своего рода мост через реку Меки, который можно пересечь на автомобиле. Мост был творением иностранного фермера, который модифицировал большой ствол дерева, который рос поперёк реки.
Новостные источники сообщили в марте 1974 года, что в рамках Дерга крестьяне около Меки восстали против местных землевладельцев, улаживая старые обиды. По сообщениям, было убито не менее 15 человек: около десяти жертв были зарублены ножами и копьями, а тела трёх человек были найдены в колодцах. Полиция восстановила контроль, убив дюжину крестьян и сотню арестовав.

## Население
По данным Центрального статистического агентства Эфиопии за 2005 год численность населения Меки составляла 36 597 человек, из которых 18 422 мужчины и 18 175 женщин. Согласно данным национальной переписи 1994 года, общая численность населения города составляла 20 460 человек, из которых 9 991 мужчина и 10 469 женщин.

## Католическая церковь
Апостольский викариат Меки Католической церкви имеет свою штаб-квартиру в Меки, которая также управляет местной средней школой в городе, Католической школой Меки, и Общиной Святого Павла, католической ассоциацией верующих христиан. Пасторский центр Kidist Mariam предлагает учебные курсы для ранимых женщин, включая приготовление пищи, пошив одежды и парикмахерское дело.